# 阿尔滕费尔德
阿尔滕费尔德（德語：Altenfeld，發音：[ˈaltn̩fɛlt]）是德国图林根州伊尔姆县曾经的一个市镇，面积17.05平方千米，2017年12月31日人口为927人。2019年1月1日，阿尔滕费尔德与另外6个市镇并入市镇大布赖滕巴赫。